# Десенхајм
Десенхајм (фр. Dessenheim) насеље је и општина у источној Француској у региону Алзас, у департману Горња Рајна која припада префектури Колмар.
По подацима из 2011. године у општини је живело 1234 становника, а густина насељености је износила 64,41 становника/km². Општина се простире на површини од 19,16 km². Налази се на средњој надморској висини од 200 метара (максималној 207 m, а минималној 197 m).

## Демографија
| 1962. | 1968. | 1975. | 1982. | 1990. | 1999. | 2011. |
| ----- | ----- | ----- | ----- | ----- | ----- | ----- |
| 698   | 756   | 817   | 830   | 928   | 1.050 | 1.234 |

График промене броја становника у току последњих година